# Eudora Mail
Eudora Mail — клієнт електронної пошти, який з'явився в 1988.
В цей момент закінчена розробка 8-ий версії на базі Mozilla Thunderbird зі спеціальним розширенням Penelope. Є проектом з відкритим вихідним кодом.
З виходом фінальної версії програма була перейменована в Eudora OSE (OpenSourceEdition) з номером версії 1.0.